# Galan, Hautes-Pyrénées
Galan är en kommun i departementet Hautes-Pyrénées i regionen Occitanien i sydvästra Frankrike. Kommunen ligger i kantonen Galan som tillhör arrondissementet Tarbes. År 2022 hade Galan 698 invånare.

## Befolkningsutveckling
Antalet invånare i kommunen Galan
| Referens: INSEE |